# 골든게이트 공원

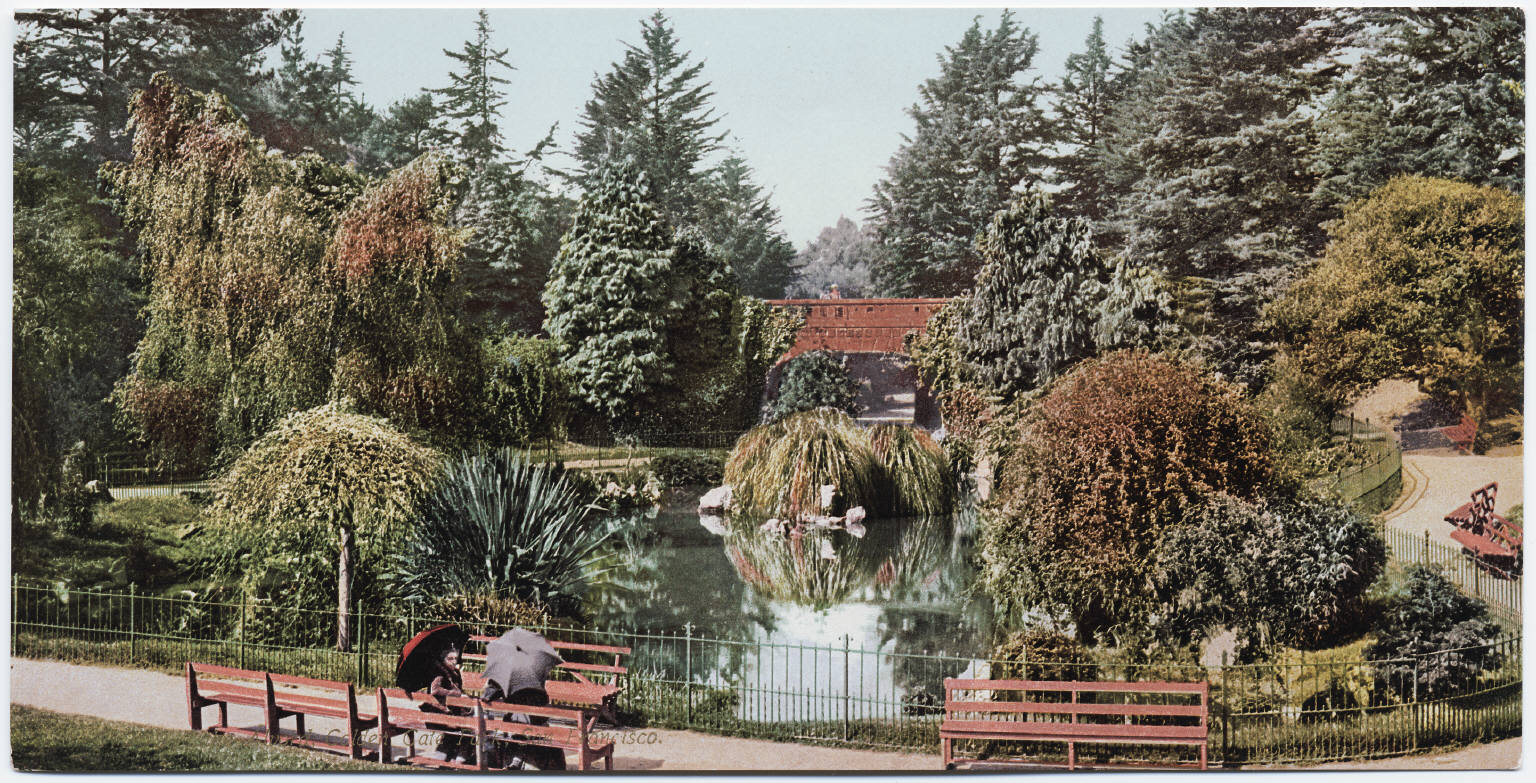

골든게이트 공원(Golden Gate Park)은 미국 캘리포니아주 샌프란시스코에 있는 공원이다.부지 면적은 412헥타르로, 뉴욕의 센트럴 파크보다 20% 넓다. 미국의 도시 공원 중 뉴욕의 센트럴 파크, 시카고의 링컨 공원, 샌디에이고의 발보아 공원에 이어 4번째로 이용자가 많다.